# Lycochoriolaus
Lycochoriolaus is een kevergeslacht uit de familie van de boktorren (Cerambycidae). De wetenschappelijke naam van het geslacht werd voor het eerst geldig gepubliceerd in 1976 door Linsley & Chemsak.

## Soorten
Lycochoriolaus omvat de volgende soorten:
- Lycochoriolaus angustatus (Melzer, 1935)
- Lycochoriolaus angustisternis (Gounelle, 1911)
- Lycochoriolaus ater (Gounelle, 1911)
- Lycochoriolaus aurifer (Linsley, 1970)
- Lycochoriolaus costulatus (Bates, 1885)
- Lycochoriolaus lateralis (Olivier, 1795)
- Lycochoriolaus lyciformis (Pascoe, 1866)
- Lycochoriolaus mimulus (Bates, 1885)
- Lycochoriolaus sericeus (Bates, 1885)
- Lycochoriolaus similis (Linsley, 1970)
- Lycochoriolaus xantho (Bates, 1885)